# Rich Bitch
Rich Bitch (prevod: bogata kučka) je srpska fank grupa. Grupu čine su: Bogdan Bogdanović (vokal), Boris Bogdanović (bas), Momčilo Matković (gitara), Goran Savić - Čaki (bubnjevi) i Nemanja Zlatarev (trombon).

## Istorija
Grupa Rich Bitch je osnovana 1998. godine u Somboru. Osnovali su je Boris Bogdanović i Zoran Vranješ posle povratka iz Atine gde su živeli i radili dve godine. Od samog početka negovali su fanki zvuk koji kombinuju sa rokenrolom, popom regeom. 
Od leta 1999. godine, grupa boravi u Budimpešti gde nastupa u klupskim prostorima. 
Krajem 2001. godine članovi grupe se vraćaju u Sombor gde nastavljaju sa radom na prvom autorskom albumu, koji je do kraja 2002. godine sniman u studiju Do-re-mi u Novom Sadu. Producent albuma je bio Predrag Pejić. Na albumu su gostovali Andrej Srećković (DJ), Bunford Gabor (saksofon), Deže Molnar (saksofon), Miladić Zoran (perkusije), Mirjana Draganić (prateći vokal). 
Tokom 2003. i 2004. godine grupa učestvuje u programu multietničkih koncerata na Kosovu i Metohiji i od UN-a dobijaju priznanje za podizanje kvaliteta kulturnog života u na Kosmetu.
Danas (2012) Rich Bitch čine Boris Bogdanović (bas gitara), Bogdan Bogdanović (vokal, perkusije), Matković Momčilo (gitara) i Goran Savić (bubanj), Nemanja Zlatarev (trombon). Kroz Rich Bitch su prošli i: Mario Ševarac, Filip Balog, Zoran Vranješ, Henc Dalibor, Aleksandar Buzadžić, Jovan Pejić, Nenad Trajković, Dario Janošević, Milovan Sretenović i Dragan Lazarević.

## Diskografija
Prvenac Funkreas izlazi 2004. godine za PGP RTS. Iste godine Rich Bitch nastupaju u emisiji „Garaža“ sa legendarnim Fredom Velijem, dugogodišnjim vođom Džejms Braunovog benda. 
Godine 2005. godine, grupa se iz Sombora seli u Beograd. Iste godine rade reklamnu kampanju za Imlek (Yo-good) koja osvaja drugo mesto na Noći reklamoždera. 
U februaru 2005. godine Rich Bitch promovišu svoj album u klubu Elingtons hotela Hajat u Beogradu.
U leto 2005. godine komponuju himnu košarkaške reprezentacije SCG za Evropsko prvenstvo u košarci. Numera Dlanom o dlan, duet sa Niggorom (Igor Lazić) je proglašena i zvaničnom himnom naše reprezentacije.
Sledeće godine počinje saradnja Rich Bitch i Tanje Jovićević.
Tokom 2007. godine menjaju se članovi benda, u grupu se vraća stari bubnjar, a na mesto gitariste dolazi Momčilo Matković. Ujedno počinju sa radom na novom albumu 10 koji simbolično predstavlja deceniju rada i deset novih pesama izlazi u proleće 2009. za City records. Desetka je većim delom snimana u novosadskom sudiju Do-re-mi gde je producent bio Predrag Pejić. Tri pesme su snimljene u studiju Somborca Aleksandra Vacija, na kojima se on potpisuje kao producent i saradnik u aranžmanima. Klavijature je svirao i pomagao u aranžmanima Aleksandar Banjac, a Tanja Jovićević peva duete u tri kompozicije, prateće vokale na celom albumu.  
Najava za ovaj album bio je spot za pesmu Pruži meni ruke, duet sa Tanjom Jovićević, a potom i spot za pesmu Srbijao, duet sa Milovanom Boškovićem (MC Milovan). 
Početkom 2012. Rich Bitch se ponovo oglašava sa singlom Jedan tvoj pogled, koji je duet sa Tanjom Jovicević.